# لانچیا دلتا
لانچیا دلتا (به انگلیسی: Lancia Delta) یک خودروی کامپکت است. این خودرو توسط لانچیا در سه نسل تولید شده. نسل اول از سال ۱۹۷۹ تا ۱۹۹۴، نسل دوم از سال ۱۹۹۳ تا ۱۹۹۹ و نسل سوم از سال ۲۰۰۸ تا ۲۰۱۴ تولید شده است.
دلتا برای اولین بار در نمایشگاه بین‌المللی خودروی آلمان در سال ۱۹۷۹ معرفی شد. دلتا قهرمان رالی قهرمانی جهان در اواخر دهه ۱۹۸۰ و اوایل دهه ۱۹۹۰ است.

## نگارخانه

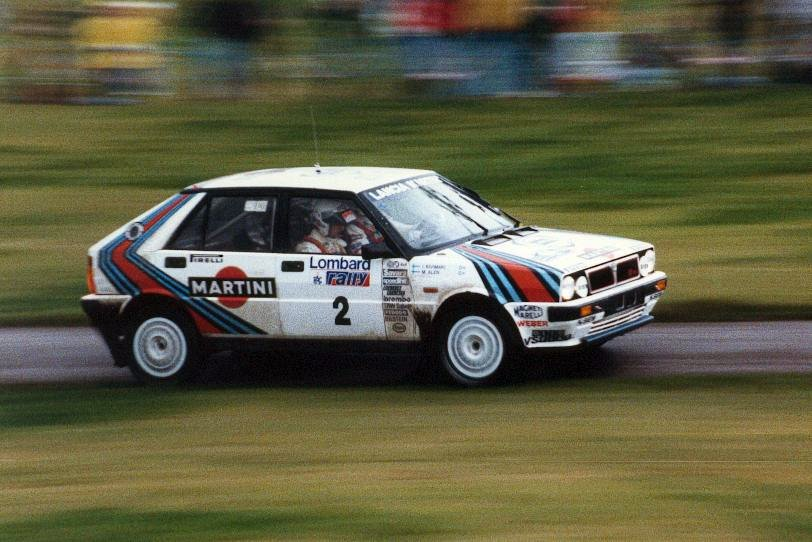
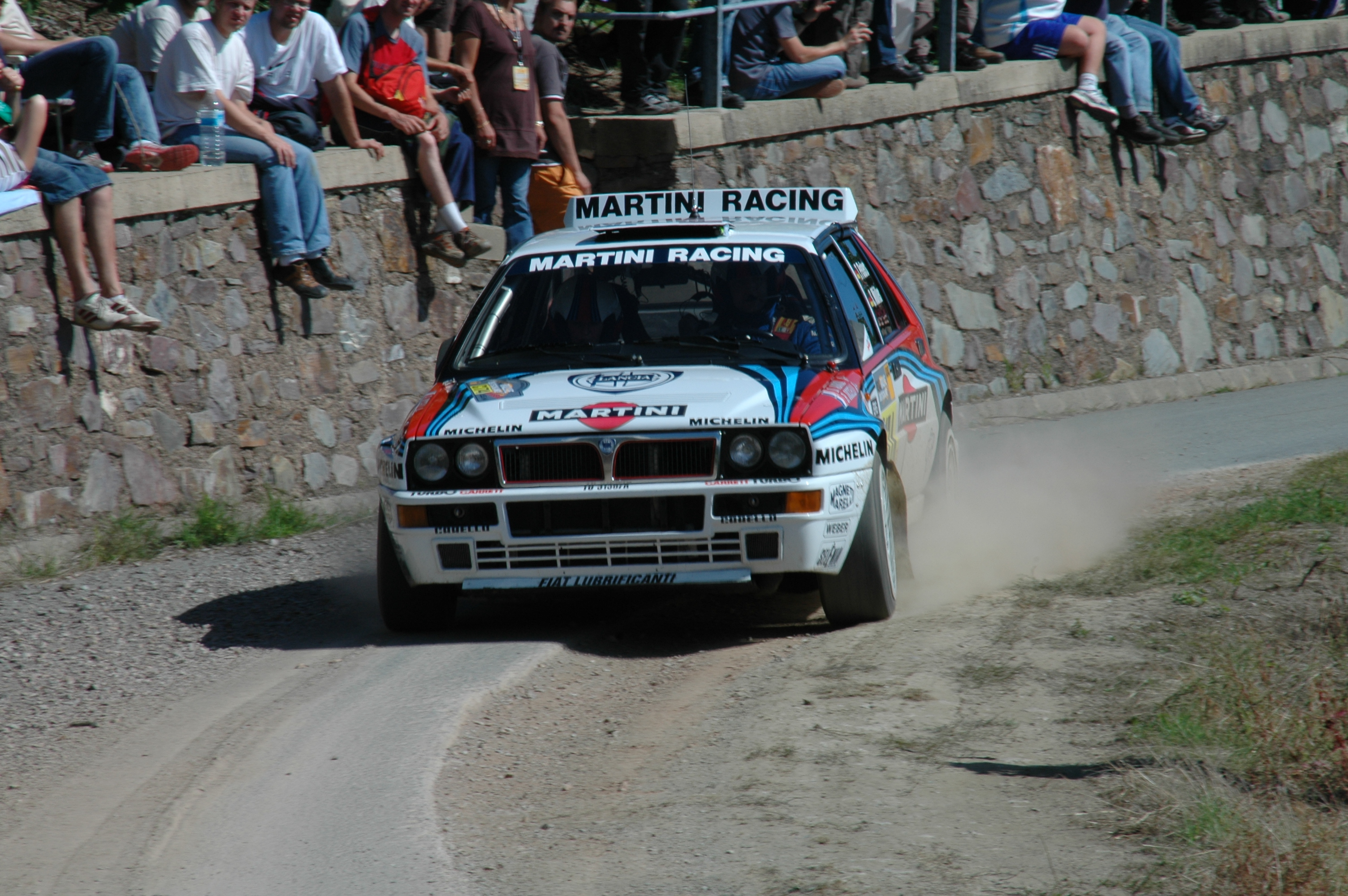
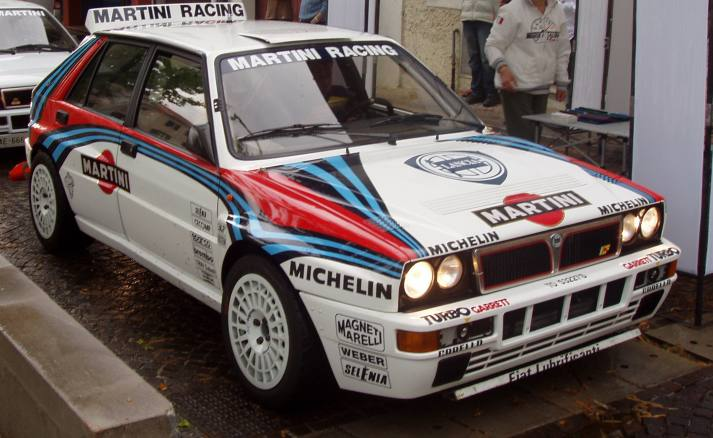
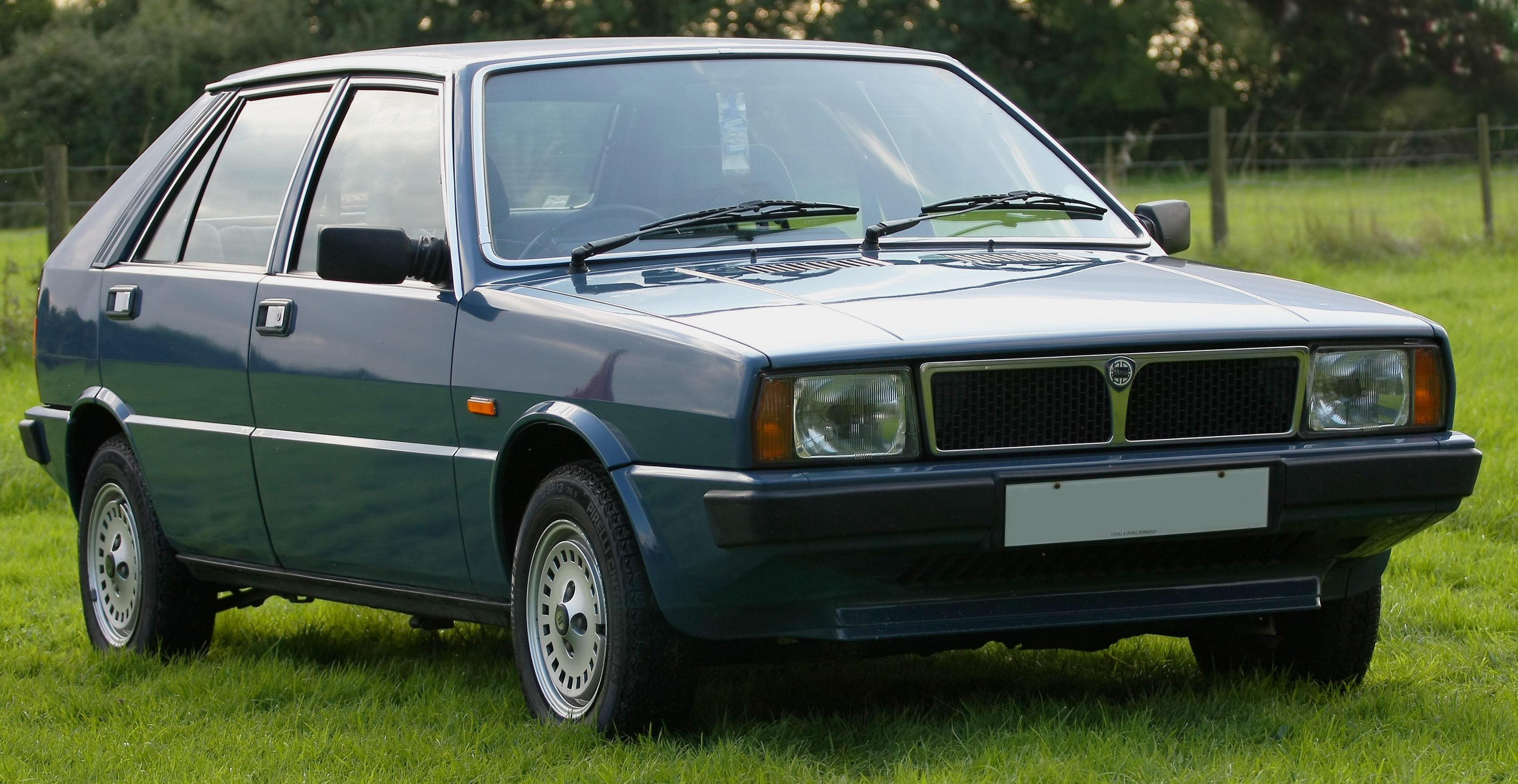
لانچیا دلتا (نسل اول)
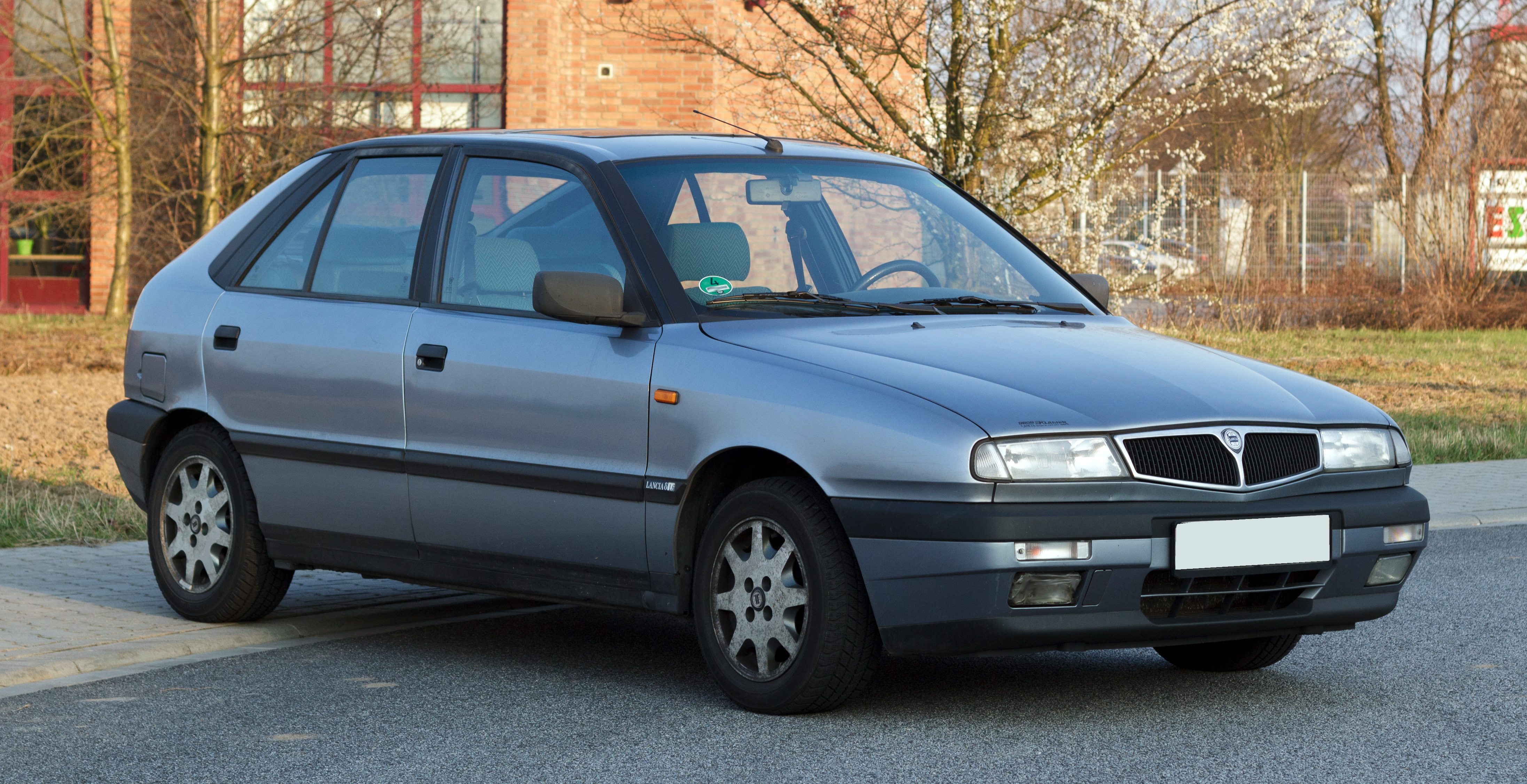
لانچیا دلتا (نسل دوم)
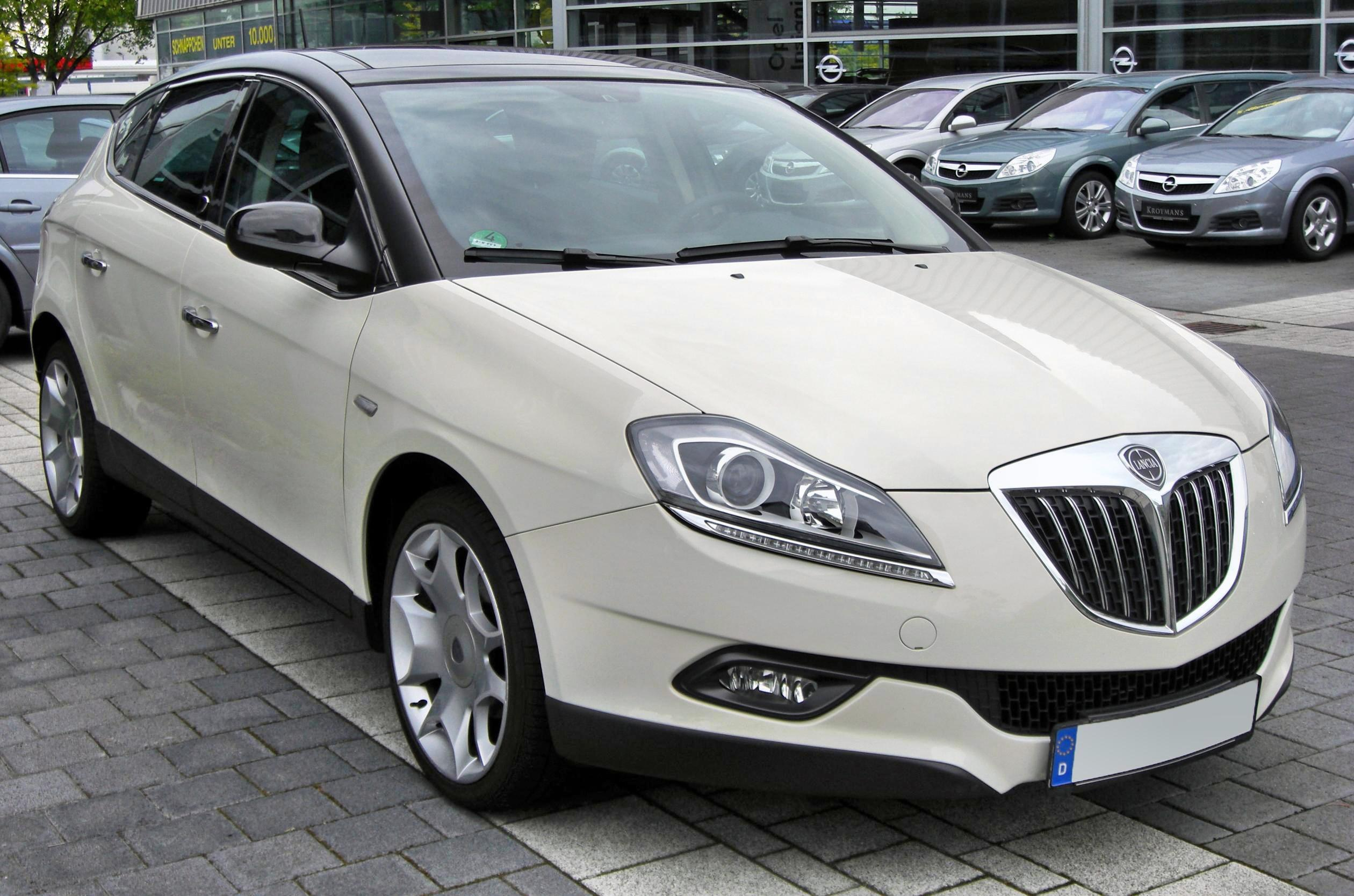
لانچیا دلتا (نسل سوم)